# Chtchotove
Chtchiotovo (Щётово) ou Chtchotové (ukrainien : Щотове) est un village et une commune urbaine d'Ukraine située dans l'oblast de Louhansk. la commune fait partie de la république populaire de Lougansk et du conseil de communes d'Antratsit qui se trouve à 8 km au sud.

## Géographie
Louhansk se trouve à 44 km au nord.

## Histoire
Le village a été fondé en 1783, faisant partie de l'okroug militaire du Mious dans l'oblast militaire du Don. Pendant la révolution de 1905, des grèves importantes ont lieu en décembre par les cheminots et sont réprimées par les cosaques. La mine de charbon n° 30 est mise en exploitation en 1918. Le village obtient son statut de commune urbaine en 1938,.
Pendant la Grande Guerre patriotique, 335 habitants partent pour le front et 80 y trouvent la mort. La mine de charbon n° 30 est détruite et remise en exploitation en 1953. Au début de l'année 1968, le village comprend la mine n° 30, deux écoles primaires et secondaires, une école professionnelle avec internat, une clinique de 150 lits, un cinéma, deux clubs, trois bibliothèques et deux parcs municipaux. L'on construit plus tard une usine laitière.
La commune comptait 5 787 habitants en 1989 et 3 711 habitants en 2013.
Elle entre sous l'administration de la république populaire de Lougansk au printemps 2014.